# Maarten Wynants
Maarten Wynants (født 13. maj 1982) er en tidligere belgisk professionel landevejsrytter.